# Pasaż Stefana Wiecheckiego „Wiecha” w Warszawie

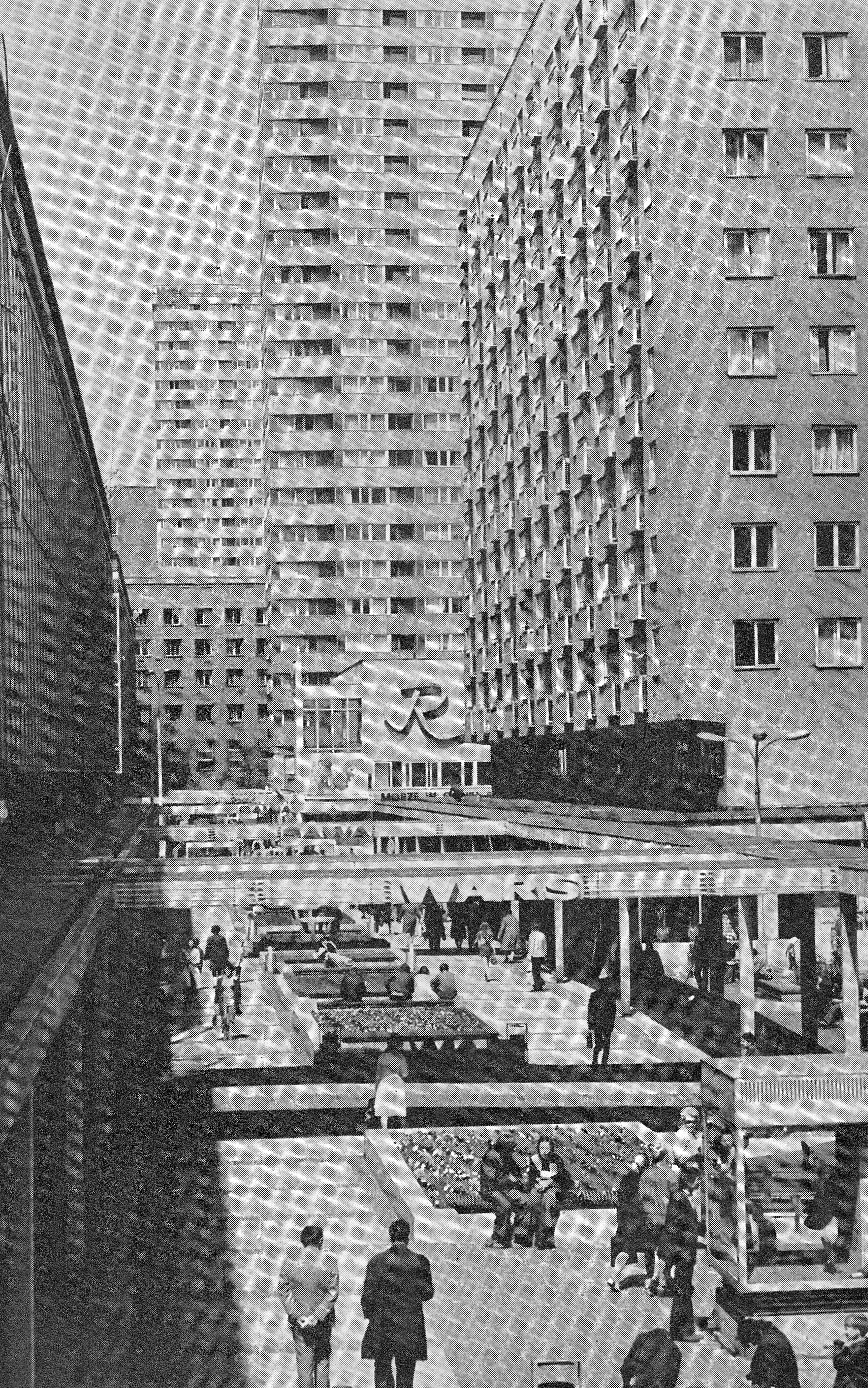
Pasaż w latach 70. XX wieku

Pasaż Stefana Wiecheckiego „Wiecha”, zwyczajowo pasaż „Wiecha”, dawniej pasaż Śródmiejski – pieszy ciąg komunikacyjno-handlowy w śródmieściu Warszawy, biegnący od ulicy Widok do ulicy Sienkiewicza.

## Historia
Pasaż powstał w latach 1963–1969 jako część kompleksu Ściany Wschodniej. Pierwotnie nosił nazwę pasażu Śródmiejskiego, która została nadana uchwałą Rady Narodowej m.st. Warszawy z dnia 29 stycznia 1970. Obecna nazwa, nadana uchwałą Rady m.st. Warszawy z dnia 7 kwietnia 1997, upamiętnia postać Stefana Wiecheckiego „Wiecha”, związanego z Warszawą prozaika, publicysty i satyryka.
Równoległy do ulicy Marszałkowskiej pasaż, oddzielony od niej budynkami domów towarowych „Centrum”, miał zapewniać użytkownikom poczucie wytchnienia od ruchu ulicznego i być przestrzenią przyjazną dla mieszkańców'. Powstał jako inspiracja pasażem handlowym Lijnbaan w Rotterdamie z 1953 roku. Przestrzeń między nowoczesnymi budynkami domów towarowych i przedwojenną zabudową na tyłach ulicy Marszałkowskiej została wypełniona pergolą i elementami małej architektury, takimi jak murowane klomby, ławki, daszki i gabloty ekspozycyjne, zaprojektowanymi przez Barbarę Kaliszewską.
W październiku 1970 przy pasażu otwarto kino Relax.
W 2006 roku zakończono przebudowę pasażu według projektu Dariusza Hyca i Henryka Łaguny. Zlikwidowano elementy małej architektury i wprowadzono gładką granitową nawierzchnię, dziewięć 19-metrowych słupów oświetleniowych i kraty pod pnącza na elewacjach. Przebudowany pasaż utracił swój kameralny charakter i stał się przestrzenią mniej przyjazną dla użytkowników.
W 2015 placowi przylegającemu do pasażu od strony wschodniej (między ulicami Chmielną i Widok) nadano nazwę skweru Janusza Grabiańskiego.

## Ważniejsze obiekty
- kino Atlantic – ul. Chmielna 33
- dawne kino Relax – ul. Złota 8
- rotunda PKO – ul. Marszałkowska 100/102
- budynki domów towarowych „Wars” i „Sawa” – ul. Marszałkowska 104/122
- budynek domu towarowego „Junior” – ul. Marszałkowska 116/122
- Warszawski Pawilon Architektury Zodiak (wybudowany w miejscu byłej kawiarni Zodiak)[7]
- kamień upamiętniający Augusta Agbolę O’Browna[8]